# كورنيل سالاتا
كورنيل سالاتا (بالسلوفاكية: Kornel Saláta) (مواليد 24 يناير 1985 في كامينيكا ناد هرونوم) لاعب كرة قدم سلوفاكي يلعب حاليا لصالح نادي سلوفان براتيسلافا السلوفاكي.

## روابط خارجية
- كورنيل سالاتا على موقع الاتحاد الدولي (مؤرشف)  (الإنجليزية)
- كورنيل سالاتا على موقع الاتحاد الأوربي (الإنجليزية)
- كورنيل سالاتا على موقع اتحاد المجر (الهنغارية)
- كورنيل سالاتا على موقع قاعدة بيانات كرة القدم.إي يو (الإنجليزية)
- كورنيل سالاتا على موقع ناشيونال فوتبول تيمز (الإنجليزية)
- كورنيل سالاتا على موقع Soccerway.com (الإنجليزية)
- كورنيل سالاتا على موقع كووورة
- كورنيل سالاتا على موقع AS.com (الإسبانية)